# Adam Andruszkiewicz
Adam Andruszkiewicz (ur. 30 czerwca 1990 w Grajewie) – polski polityk, prezes Młodzieży Wszechpolskiej (2015–2016), poseł na Sejm VIII, IX i X kadencji (2015–2025), prezes stowarzyszenia Endecja (2016–2018), sekretarz stanu w Ministerstwie Cyfryzacji (2019–2020, 2023), sekretarz stanu w Kancelarii Prezesa Rady Ministrów (2020–2023), sekretarz stanu w Kancelarii Prezydenta RP i zastępca jej szefa (od 2025).

## Życiorys
Ukończył studia na kierunku stosunki międzynarodowe na Uniwersytecie w Białymstoku. Działał w samorządzie studentów Wydziału Historyczno-Socjologicznego UwB, później został członkiem Rady Absolwentów Instytutu Historii i Nauk Politycznych UwB. Związany z Młodzieżą Wszechpolską, był wiceprezesem tej organizacji, kierował jej okręgiem podlaskim. W marcu 2015 został wybrany na prezesa MW na dwuletnią kadencję. Związał się również z Ruchem Narodowym. W 2014 z jego ramienia startował do Parlamentu Europejskiego oraz do Sejmiku Województwa Podlaskiego.
W wyborach parlamentarnych w 2015 kandydował do Sejmu w okręgu białostockim z 1. miejsca na liście komitetu wyborczego wyborców Kukiz’15, zorganizowanego przez Pawła Kukiza. Uzyskał mandat posła VIII kadencji, otrzymując 15 668 głosów. W Sejmie został wiceprzewodniczącym Komisji Łączności z Polakami za Granicą oraz współprzewodniczącym Polsko-Białoruskiej Grupy Parlamentarnej.
W maju 2016 wystąpił z Ruchu Narodowego. Zrezygnował także z pełnienia funkcji prezesa MW przed końcem kadencji. Również w maju 2016 m.in. z Rafałem Ziemkiewiczem, Markiem Jakubiakiem oraz Sylwestrem Chruszczem utworzył stowarzyszenie Endecja, w którym w grudniu 2016 objął funkcję prezesa. W listopadzie 2017 opuścił klub Kukiz’15 i przystąpił do koła poselskiego Wolnych i Solidarnych. W kwietniu 2018 wystąpił z Endecji, a w następnym miesiącu wraz z innym posłem WiS Jarosławem Porwichem powołał Stowarzyszenie „Dla Polski”. 28 grudnia 2018 opuścił KP WiS i tego samego dnia został powołany na sekretarza stanu w Ministerstwie Cyfryzacji z wyznaczoną na 2 stycznia 2019 datą objęcia obowiązków.
W lutym 2019 dziennikarze Superwizjera podali, że w toku postępowania prokuratorskiego ustalono, że część podpisów poparcia komitetu organizowanego przez Młodzież Wszechpolską w województwie podlaskim w wyborach samorządowych w 2014 była sfałszowana. Regionem MW kierował wówczas Adam Andruszkiewicz, który jednak nie został przesłuchany w sprawie. Polityk pozwał następnie stację TVN, zarzucając naruszenie dóbr osobistych w reportażu. W 2023 sąd pierwszej instancji oddalił jego powództwo w tej sprawie.
W wyborach parlamentarnych w 2019 polityk kandydował ponownie do Sejmu w tym samym okręgu z 10. miejsca listy Prawa i Sprawiedliwości. Uzyskał mandat posła IX kadencji, otrzymując 29 829 głosów. Został także członkiem PiS. W październiku 2020 przeszedł na stanowisko sekretarza stanu w Kancelarii Prezesa Rady Ministrów, gdzie powierzono mu nadzór nad Departamentem Zarządzania Danymi, Departamentem Rozwiązań Innowacyjnych oraz Departamentem Regulacji Cyfrowych. W maju 2023 ponownie objął stanowisko sekretarza stanu w reaktywowanym Ministerstwie Cyfryzacji. W wyborach w tym samym roku ponownie wystartował z ramienia tej partii do Sejmu, zdobywając 53 632 głosy i uzyskując mandat posła X kadencji. W grudniu 2023 zakończył pełnienie funkcji wiceministra cyfryzacji. W Sejmie został członkiem Komisji Cyfryzacji, Innowacyjności i Nowoczesnych Technologii oraz Komisji Łączności z Polakami za Granicą. W 2024 bezskutecznie kandydował w kolejnych wyborach europejskich (uzyskując 78 488 głosów). W październiku tego samego roku wszedł w skład komitetu wykonawczego PiS. W kampanii wyborczej w 2025 odpowiadał za kampanię internetową kandydata na prezydenta RP Karola Nawrockiego. W sierpniu tego samego roku został powołany na stanowiska sekretarza stanu i zastępcy szefa Kancelarii Prezydenta RP, w konsekwencji wygasł jego mandat poselski.

## Odznaczenia i wyróżnienia
W 2023 otrzymał Srebrny Medal „Za Zasługi dla Pożarnictwa” oraz tytuł honorowego obywatela gminy Giby.

## Życie prywatne
W 2019 zawarł związek małżeński z Kamilą, która pełniła funkcję prezesa Fundacji Agencji Rozwoju Przemysłu. Mają dwoje dzieci.

## Wyniki wyborcze
| Wybory | Komitet wyborczy                          | Komitet wyborczy       | Organ                              | Okręg           | Wynik          |
| ------ | ----------------------------------------- | ---------------------- | ---------------------------------- | --------------- | -------------- |
| 2014   |                                           | Ruch Narodowy          | Parlament Europejski VIII kadencji | nr 3            | 1959 (0,50%)   |
| 2014   | Sejmik Województwa Podlaskiego V kadencji | Ruch Narodowy          | nr 1                               | 1381 (1,56%)    |                |
| 2015   |                                           | Kukiz’15               | Sejm VIII kadencji                 | nr 24           | 15 668 (3,31%) |
| 2019   |                                           | Prawo i Sprawiedliwość | Sejm IX kadencji                   | nr 24           | 29 829 (5,73%) |
| 2023   | Sejm X kadencji                           | Prawo i Sprawiedliwość | 53 632 (8,80%)                     | nr 24           |                |
| 2024   | Parlament Europejski X kadencji           | Prawo i Sprawiedliwość | nr 3                               | 78 488 (11,42%) |                |